# Schachbundesliga 2013/14 (Frauen)
Die Saison 2013/14 war die 23. Spielzeit der Schachbundesliga der Frauen. Deutscher Meister wurde der SC Bad Königshofen, der den entscheidenden Vergleich gegen den Titelverteidiger OSG Baden-Baden gewann. Aus der 2. Bundesliga waren der SK Lehrte, Weißblau Allianz Leipzig und der TSV Schott Mainz aufgestiegen. Rein sportlich wäre alle drei Aufsteiger direkt wieder abgestiegen, allerdings erreichten Leipzig und Lehrte noch den Klassenerhalt, da der SV Mülheim-Nord seine Mannschaft nach der Saison zurückzog und zur Saison 2014/15 aus der 2. Bundesliga West kein Aufsteiger gemeldet wurde.
Zu den gemeldeten Mannschaftskadern der teilnehmenden Vereine siehe Mannschaftskader der deutschen Schachbundesliga 2013/14 (Frauen).

## Termine
Die Wettkämpfe fanden statt am 5. und 6. Oktober 2013, am 30. November 2013, 1. Dezember 2013, am 26. Januar 2014, am 15. und 16. Februar 2014, am 8., 9., 29. und 30. März 2014. Ein Wettkampf der fünften Runde wurde bereits am 4. Oktober 2013 vorgespielt, ein weiterer am 29. November 2013.

## Endtabelle
|     | Verein                       | Sp | G  | U | V  | MP    | Brett-P.  |
| --- | ---------------------------- | -- | -- | - | -- | ----- | --------- |
| 1.  | SC Bad Königshofen           | 11 | 11 | 0 | 0  | 22:0  | 53,0:13,0 |
| 2.  | OSG Baden-Baden (M)          | 11 | 10 | 0 | 1  | 20:2  | 47,5:18,5 |
| 3.  | SF 1891 Friedberg            | 11 | 6  | 3 | 2  | 15:7  | 34,0:32,0 |
| 4.  | Rodewischer Schachmiezen     | 11 | 6  | 2 | 3  | 14:8  | 40,5:25,5 |
| 5.  | USV Volksbank Halle          | 11 | 6  | 1 | 4  | 13:9  | 35,5:30,5 |
| 6.  | SK Großlehna                 | 11 | 4  | 3 | 4  | 11:11 | 34,5:31,5 |
| 7.  | SV Mülheim-Nord              | 11 | 4  | 1 | 6  | 9:13  | 32,0:34,0 |
| 8.  | SF Deizisau                  | 11 | 4  | 1 | 6  | 9:13  | 30,5:35,5 |
| 9.  | Hamburger SK                 | 11 | 4  | 0 | 7  | 8:14  | 33,0:33,0 |
| 10. | Weißblau Allianz Leipzig (N) | 11 | 3  | 1 | 7  | 7:15  | 24,5:41,5 |
| 11. | SK Lehrte (N)                | 11 | 2  | 0 | 9  | 4:18  | 14,0:52,0 |
| 12. | TSV Schott Mainz (N)         | 11 | 0  | 0 | 11 | 0:22  | 17,0:49,0 |

## Entscheidungen
|     | Deutscher Meister: SC Bad Königshofen                                                             |
|     | Abstieg in die 2. Bundesliga der Frauen: SV Mülheim-Nord (freiwilliger Rückzug), TSV Schott Mainz |
| (M) | Meister der letzten Saison                                                                        |
| (N) | Aufsteiger der letzten Saison                                                                     |

## Kreuztabelle
| Ergebnisse | Ergebnisse               | 1. | 2. | 3. | 4. | 5. | 6. | 7. | 8. | 9. | 10. | 11. | 12. |
| ---------- | ------------------------ | -- | -- | -- | -- | -- | -- | -- | -- | -- | --- | --- | --- |
| 1.         | SC Bad Königshofen       |    | 3½ | 5  | 4  | 4½ | 5½ | 5½ | 5½ | 4½ | 5   | 5½  | 5   |
| 2.         | OSG Baden-Baden          | 2½ |    | 4  | 4  | 4½ | 3½ | 5  | 4½ | 4½ | 5½  | 5½  | 4   |
| 3.         | SF 1891 Friedberg        | 1  | 2  |    | 3  | 3  | 3½ | 3½ | 3½ | 3½ | 3   | 4   | 4   |
| 4.         | Rodewischer Schachmiezen | 2  | 2  | 3  |    | 4  | 3  | 4½ | 5½ | 4  | 2½  | 6   | 4   |
| 5.         | USV Volksbank Halle      | 1½ | 1½ | 3  | 2  |    | 3½ | 3½ | 3½ | 2½ | 4½  | 4½  | 5½  |
| 6.         | SK Großlehna             | ½  | 2½ | 2½ | 3  | 2½ |    | 3  | 3  | 3½ | 4½  | 5   | 4½  |
| 7.         | SV Mülheim-Nord          | ½  | 1  | 2½ | 1½ | 2½ | 3  |    | 2  | 4½ | 4   | 5½  | 5   |
| 8.         | SF Deizisau              | 1  | 1½ | 2½ | ½  | 2½ | 3  | 4  |    | 3½ | 2½  | 5½  | 4   |
| 9.         | Hamburger SK             | 1½ | 1½ | 2½ | 2  | 3½ | 2½ | 1½ | 2½ |    | 4½  | 6   | 5   |
| 10.        | Weißblau Allianz Leipzig | 1  | ½  | 3  | 3½ | 1½ | 1½ | 2  | 3½ | 1½ |     | 2½  | 4   |
| 11.        | SK Lehrte                | ½  | ½  | 2  | 0  | 1½ | 1  | ½  | ½  | 0  | 3½  |     | 4   |
| 12.        | TSV Schott Mainz         | 1  | 2  | 2  | 2  | ½  | 1½ | 1  | 2  | 1  | 2   | 2   |     |

## Die Meistermannschaft
| 1.            | SC Bad Königshofen |
| Schachfiguren | Hoàng Thanh Trang, Marie Sebag, Elisabeth Pähtz, Walentina Gunina, Lilit Mkrttschjan, Olga Girja, Tania Sachdev, Anastassija Sawina, Alina l’Ami, Irina Sakurdjajewa, Maria Schöne, Julija Gromowa, Lucie Hodova. |

## 2. Bundesliga
| Platz | Verein                  | M-Punkte | B-Punkte |
| ----- | ----------------------- | -------- | -------- |
| 1     | SV Medizin Erfurt       | 11       | 25,0     |
| 2     | SG Leipzig              | 11       | 25,0     |
| 3     | Rotation Pankow         | 09       | 26,0     |
| 4     | SAV Torgelow-Drögeheide | 09       | 25,0     |
| 5     | GW Niederwiesa (N)      | 06       | 19,5     |
| 6     | SV Empor Berlin (N)     | 05       | 16,5     |
| 7     | SC Leipzig-Lindenau (N) | 04       | 16,5     |
| 8     | Chemnitzer SC Aufbau    | 01       | 14,5     |

| Platz | Verein                 | M-Punkte | B-Punkte |
| ----- | ---------------------- | -------- | -------- |
| 1     | SV Mülheim-Nord II     | 13       | 25,5     |
| 2     | SK Doppelbauer Kiel    | 11       | 28,0     |
| 3     | SV Wattenscheid (A)    | 09       | 24,0     |
| 4     | TuRa Harksheide        | 07       | 20,0     |
| 5     | SK Delmenhorst (N)     | 06       | 20,5     |
| 6     | SV Heiden 62           | 05       | 19,0     |
| 7     | SC Steinfurt 1996      | 03       | 16,0     |
| 8     | Krefelder SK Turm 1851 | 02       | 15,0     |

| Platz | Verein                       | M-Punkte | B-Punkte |
| ----- | ---------------------------- | -------- | -------- |
| 1     | SK Schwäbisch Hall (N)       | 13       | 33,5     |
| 2     | Karlsruher Schachfreunde (A) | 13       | 31,5     |
| 3     | FC Bayern München            | 10       | 25,0     |
| 4     | SV Stuttgart-Wolfbusch       | 08       | 22,5     |
| 5     | SV 1920 Hofheim              | 04       | 17,5     |
| 6     | SF Wadgassen / Differten     | 04       | 16,5     |
| 7     | SG Augsburg 1873             | 04       | 16,0     |
| 8     | TSG Mutterstadt (N)          | 0        | 05,5     |